# Vitamin B9
Folna kiselina ili vitamin B9 član je vitamina B-kompleksa. Važna je za sintezu DNK i 
konverziju nekih aminokiselina. 
Nedostatak može dovesti do anemije. Također, može smanjiti razinu homocisteina kod osoba koje pate od bolesti bubrega. Čak 85% onih koji pate od bolesti bubrega ima visoku razinu homocisteina u tijelu koja je povezana s nastankom srčanih bolesti i srčanog udara.
Folna kiselina je zapravo pteroilglutaminska kiselina koja se sastoji od tri komponente:            
2-amino-4-hidroksipteridinske jezgre, p-aminobenzojeve kiseline i glutaminske kiseline. To je
narančastožuti kristaličan prašak teško topiv u vodi i organskim otapalima. Hidrolizira se pod utjecajem kiselina, a razgrađuje pod utjecajem oksidansa, reducensa i UV-zračenja.
U prirodi dolazi u obliku poliglutamata. Bogati izvori folne kiseline su jetra, bubrezi,
zeleno povrće, kvasac i orasi. Preporučene dnevne količine (RDA) za odrasle iznose 150 - 200 μg folata.
Važna je u sintezi nukleinskih kiselina i održavanju normalne eritropoeze. Zato pri nedostatku folne kiseline može doći do megaloblastične anemije i problema s probavom.
1. ↑  CentarZdravlja. Zašto nam je potrebna folna kiselina?. Pristupljeno 6. ožujka 2019. journal zahtijeva |journal= (pomoć)